# أحمد صالح الصالح
أحمد صالح الصالح الملقّب بـ«مسافر» (1943 - 29 أكتوبر 2022)، هو شاعر سعودي. ولد في مدينة عنيزة في القصيم، ودرس فيها. ثم في جامعة الإمام محمد بن سعود الإسلامية في الرياض، وتخرّج بها مجازًا في التاريخ. عمل موظفًا في الحكومة. يُعد من أعلام الشعراء المحدثين في السعودية وأحد رواد التجديد فيها ولُقّب نفسه بـمسافر، وبرز همومه الوطنية والعربية في شعره. نشر قصائده في عدد من الصحف والمجلات السعودية وحرر بعض الزوايا في الصحف والمجلات. له دواوينه شعرية مطبوعة ومخطوطة.

## سيرته
ولد أحمد صالح الصالح سنة بمدينة عنيزة بمنطقة القصيم في المملكة العربية السعودية عام 1361 هـ/ 1943م ودرس فيها حتى السنة الأولى ثانوي ثم أكمل دراسته الثانوية في الرياض في معهد العاصمة النموذجي، ثم انتسب إلى جامعة الإمام محمد بن سعود الإسلامية فحصل على البكالوريوس في التاريخ عام 1964 ثم انتظم في أربع دورات تدريبية في مجال الإدارة والتنظيم من معهد الإدارة العامة بالرياض.
عمل في عدة وظائف حكومية إلى أن وصل به المقام في وزارة العمل والشؤون الاجتماعية حيث عمل مديراً عاماً للشؤون الإدارية بوكالة الضمان الاجتماعي من 1963 وتقاعد في 1997.
ساهم في الكثير من الصحف والمجلات المحلية بقصائده ومقالاته تحت عنوان غصن زيتون ويوقِّع أشعاره باسم مسافر. له إسهامات في عدد من المهرجانات والندوات والأمسيات الشعرية داخل المملكة وخارجها.

## شعره
قال أحمد الصالح عن بدايته في الشعر أنه سافر في عام 1972 للقاهرة وعرضت قصائد من أشعاره على الشاعر صلاح عبد الصبور فشجعته على إصدار ديوان. كما اجتمع بالقاهرة بالشعراء أمل دنقل ومحمد إبراهيم أبو سنة وصالح جودت وحسن توفيق ومهران السيد ولما عاد إلى الرياض أعدد مسودة ديوانه الأول عندما يسقط العراف في عام 1978.

قال عنه عبد الله بن سليم الرشيد مؤكداً شعور أحمد صالح بالاغتراب: «... وفي شعره تتعانق المواجد الذاتية والمواجد الجماعية، فنبرات الحزن تكاد تطغى على مجمل نتاجه، وربما دلّ وضعه لقب مسافر، مقرونا باسمه على إحساسه بالغربة، ونفوره من الحياة التي يحياها، والمجتمع الذي يعيش فيه». وقد وصفه أحد النقاد بـ«رومانسي من طراز فريد».

## مؤلفاته
من دواوينه الشعرية مطبوعة:
| - «عندما يسقط العراف»، 1978 - «قصائد في زمن السفر» 1980 - «انتفضي ايتها المليحة» 1983 - «المجموعة الأولى» - «عيناك يتجلى فيها» - «الأرض تجمع أشلائها» | - «لديك يحتفل الجسد» - «تشرقين في سماء القلب»، 2013 - «عيناك يتجلى فيهما الوطن» - «تورقين في البأساء» - «حديث قلب» - «في وحشة المبكيات» - «عبق الذكريات» الجزء الثاني - «ديوان أصطفيك في كل حين» |

وله أربعة دواوين ثلاثة منها إخوانيات تحت الإعداد والنشر.